# 기하라 레이
기하라 레이(일본어: 木原 励, 2003년 6월 4일~)는 일본의 축구 선수이다.

## 구단 경력
그는 2022년 J1리그의 우라와 레즈에 입단했다. 2023년 J3리그의 AC 나가노 파르세이루로 이적했다. 2024년까지 13경기에 출전. 2025년 일본 풋볼 리그의 레일락 시가 FC로 이적했다.